# Patsuiket
Patsuiket je jedno od ranih plemena konfederacije Abenaki koje Marault vodi kao jedno od glavnih plemena ovog Algonquianskog saveza. Oni su vjerojatno srodni Sokokima s kojima kasnije vjerojatno gube identitet, a bili su naseljeni duž rijeke Merrimack u New Hampshireu. Swanton ih na svojoj listi više ne spominje, ali njihovih potomaka još je ostalo među nekim Abenaki grupama.